# Zamczysko (zamek)
Zamczysko – nazwa miejsca, będącego pozostałością po nieistniejącym już zamku, często wzgórza, na którym się znajdował. Używane też jako określenie zamku, zwłaszcza takiego, którego architektura budzi ponure skojarzenia.
Terminem takim określano też skały przypominające wyglądem ruiny, jak np. skałę Zamczysko w Dolinie Będkowskiej, przez taterników nazwaną Dupą Słonia.